# 瓜納雷市

瓜納雷市（西班牙語：Municipio Guanare），是委內瑞拉的一個市，位於該國西北部波圖格薩州，首府設於瓜納雷，面積2,008平方公里，人口192,644，人口密度每平方公里95.94人。